# Beppu

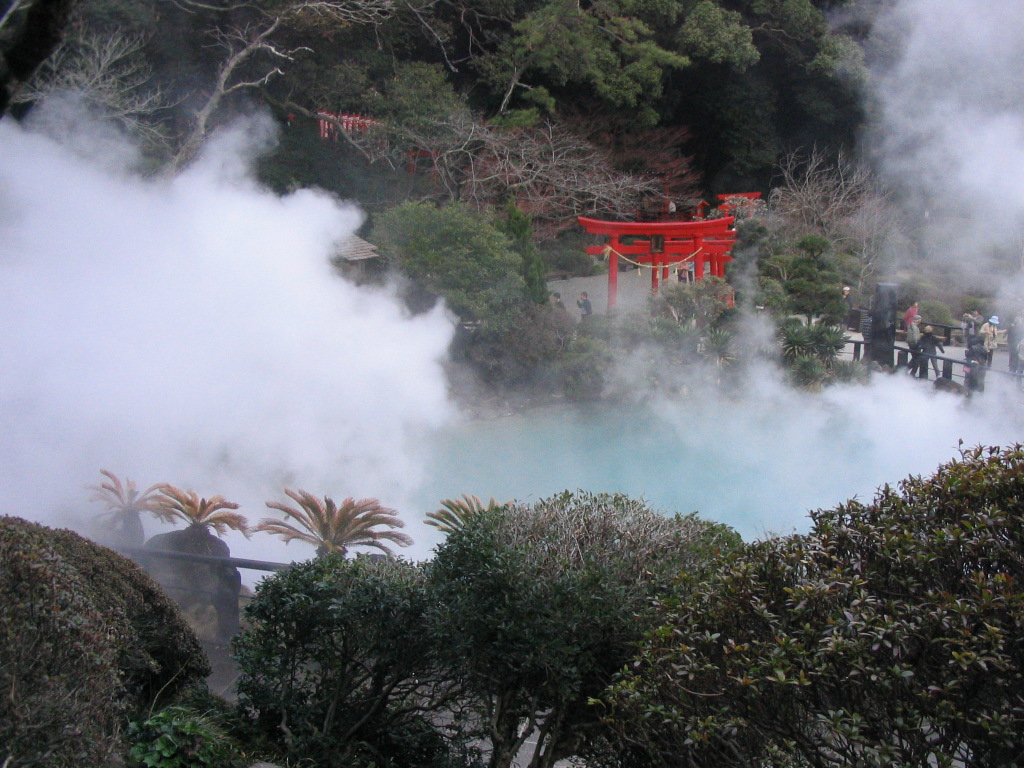
Umi-Jigoku vid Beppu.

Beppu (japanska: 別府市?, Beppu-shi) är en japansk stad och en betydande kurort i prefekturen Ōita på ön Kyushu. Staden fick stadsrättigheter den 1 april 1924.

## Heta källor
Beppu har över 3 000 varma källor och 168 offentliga bad. Staden får årligen cirka 12 miljoner besökare, som kan välja mellan de otaliga heta källorna, vilka ofta är gemensamhetsbad, konyoku. Ett av de mer spektakulära är ett djungelbad, Jangeru-buro, som är ett inglasat jättestort växthus med ett stort antal olika bassänger i tropisk miljö att prova på. Vissa källor kan till och med användas som naturliga äggkokare.